# Центр и периферия
Центр и периферия — иллюстрированный научно-публицистический журнал Института российской истории Российской академии наук и Научно-исследовательского института гуманитарных наук при Правительстве Республики Мордовия. Является регулярным научным изданием, выходит 4 раза в год в печатном и электронном виде. Тематическая направленность — проблемы провинциальной истории, культуры и межнациональных отношений, показанные через призму взаимоотношений центра и регионального сообщества.

## История журнала
Журнал выходит с 2003 года, когда с целью популяризации региональной исторической науки и публикации краеведческих материалов Ученый совет НИИГН при Правительстве Республики Мордовия принял решение об издании научно-публицистического альманаха «Центр и периферия» (выход 1 раз в год). В 2004—2005 годах из-за финансовых трудностей альманах не издавался. В 2006 году «Центр и периферия» возобновил деятельность со статусом межрегионального (в состав редколлегии вошли руководители и ведущие специалисты поволжских научных учреждений и вузов), и в 2007 году в свет вышел очередной номер журнала. Новый этап развития связан с приходом в состав учредителей Института российской истории Российской академии наук, в 2007 году был подписан договор о совместном издании альманаха между ИРИ РАН и НИИГН при Правительстве Республики Мордовия как учредителя со статусом редакции. В 2008 году было решено выпускать журнал 4 раза в год. С 2014 года он выходит при поддержке Регионального отделения Общероссийской общественно-государственной организации «Российское военно-историческое общество» в Республике Мордовия.
В июне 2017 г. «Центр и периферия» был включен в Перечень рецензируемых научных изданий ВАК при Минобрнауки России.

## Основные рубрики
«Теоретические проблемы», «Наше прошлое», «Изменяя имперские ландшафты», «Советская цивилизация», «Архив», «Этнокультурный мир», «Портрет на фоне», «Виртуальный музей», «Реконструкция», «POST SCRIPTUM: рецензии, критика, хроника».

## Награды
В 2010 году «Центр и периферия» был признан одним из победителей общероссийского конкурса краеведческой периодики, проведенного Фондом им. Д. С. Лихачёва и Союзом краеведов России (г. Санкт-Петербург, председатель жюри — писатель Даниил Гранин).
На III Приволжском межрегиональном конкурсе «Университетская книга — 2010» (7 — 10 июня 2010 года, г. Ижевск) номера журнала с 1 по 4 за 2009 год были награждены дипломом в номинации «Лучшее периодическое издание».